# Najoua Belyzel
Najoua Belyzel (nascida como Najoua Mazouri) (Nancy, 15 de dezembro de 1981) é uma cantora francesa de origem marroco-egípcia que interpreta canções de influência electro e pop rock.

## Discografia

### Álbuns
Entre deux mondes en Equilibre lançado em 29 de Maio de 2006
- 1 - Je ferme les yeux
- 2 - Celui qu'il me faut
- 3 - Bons baisers de Paris
- 4 - Comme toi
- 5 - L'écho du bonheur
- 6 - Gabriel
- 7 - Stella
- 8 - Des maux mal soignés
- 9 - Rentrez aux USA
- 10 - Mon sang, le tien
- 11 - Docteur Gel
- 12 - La berceuse

"Au féminin" Lançado em Setembro de 2009
- 1.La bienvenue
- 2.Ma vie n'est pas la tienne
- 3.La trêve de l'amour (Acte I)
- 4.Ma Sainte-Nitouche
- 5.Quand revient l'été
- 6.Jérémie
- 7.Née de l'amour (Acte II)
- 8.M (Hey hey hey)
- 9.Denis
- 10.Quand revient l'été (Intermezzo)
- 11.L'âme exilée
- 12.Au féminin
- 13.Fille d'Orient ou d'Occident
- 14.Tout va bien
- 15.Viola (en duo avec Marc Lavoine)
- 16.Combien de fois
- 17.Viola (Najoua Belyzel solo)
- 18.Combien de fois (acoustique)
- 19.Viens Viens

### Singles
- 2005 Gabriel, (# 3 França, # 1 Bélgica, # 1 Quebec, # 8 Rússia, # 62 Alemanha)
- 2006 Je ferme les yeux, (# 13 França, # 21 Bélgica, # 43 Rússia, # 90 Suíça)
- 2006 Comme toi
- 2009 M